# Русанка Ляпова
Русанка Костова Ляпова е българска преводачка от сръбски, хърватски, босненски, македонски, основно в областта на литературния превод.

## Биография
Русанка Ляпова е родена през 1966 г. в Бургас, където завършва английската езикова гимназия „Гео Милев“.
Завършва Факултета по славянски филологии към Софийски университет, специалност сърбохърватска филология — избира я заради любовта си към Васко Попа, когото открива като ученичка, благодарение на стихосбирката „Игри“ в превод на Симеон Владимиров. Затова и първите ѝ опити за превод са именно на поезията на Васко Попа – части от „Далече в нас“ се появяват в „Литературен вестник“.
Първата публикувана книга в неин превод е „Сараевско Марлборо“ на Миленко Йергович (ПИК, 1998).
| „                                                                      | За мен преводът е вид любов. Който не обича, не превежда. Това е първият импулс – превеждаш, защото ти харесва. Защото докато го правиш, изпитваш физическо усещане за текста, той ти се подчинява. Сещам се по този повод... Като малка в „Как се каляваше стоманата“ ме порази мястото, където се обясняваше как Матросов, като се учил да лети, усещал, че самолетът не му се подчинява, чувствал го като буен кон под себе си, правел грешка след грешка. Докато един ден не излязъл в много лошо време за летене и изведнъж го обзело опияняващото усещане, че този път получава от машината всичко, което поиска. Разбира се, това не е постоянно усещане... това са моменти на летене! Помня, че веднъж се оплаках на Йовица в писмо, че нещо в текста не ми харесва, а той отговори: „Понякога превеждаш, защото искаш, а понякога – защото трябва.“ Едните моменти компенсират другите... Чувството не е толкова на власт, колкото на съизмерване, на взаимодействие. Не ставаш нито манипулатор на текста, нито слуга, а негов равен. За мен най-хубавия тип отношения между хора, между човек и текст, между всичко, е на равнопоставеност. | “ |
| Русанка Ляпова, „Моменти на летене“, интервю в сп. HER, 17 юли 2009 г. | |   |

През годините работи като преподавател по сръбски език във Военното училище във Велико Търново, в Пловдивския и Софийския университет, във Военната академия в София. От 1994 г. се занимава изключително с художествени преводи.
Членува в Съюза на преводачите в България и в Клуба на театралния преводач.
В превод на Ляпова на български излизат книги на автори като Мирослав Кърлежа, Борислав Пекич, Данило Киш, Милорад Павич, Дубравка Угрешич, Миленко Йергович, Йовица Ачин, Радослав Петкович, Владимир Арсениевич, Слободан Селенич, Светислав Басара, Роберт Перишич, Едо Попович, Давид Албахари, Елена Ленголд, Михайло Пантич, Фарук Шехич, Татяна Громача, Анте Томич и други.
Ляпова превежда театрални текстове и детски пиеси. В неин превод на сцената на Младежкия театър е поставена пиесата „Летище“ от Тена Щивичич.
С нея е едно от интервютата в документалната книга за художествения превод на Марин Бодаков „Преведе от...“ („Панорама“, 2013).

## Награди
Преводът ѝ на романа на Павич „Пейзаж, рисуван с чай“ („Алтера“, 2009) ѝ носи наградата за 2010 г. на Съюза на преводачите в България. През 2014 г. Ляпова получава награда за ярки постижения в областта на превода на художествена литература на СБП за превода на сборника с разкази „Мама Леоне“ от Миленко Йергович (поредица „Кратки разкази завинаги“, „Жанет 45“, 2014)